# 恩斯特·云格尔
恩斯特·云格尔（1895年3月29日—1998年2月17日），德国思想家、作家、昆蟲學家，军官，以其一戰回憶錄《鋼鐵風暴》而廣為人知。

## 生平
1895年3月29日生於德國海德堡，其父為藥劑師。1913年，渴望前去非洲冒險的云格尔離家出走，前往凡爾登入伍法國外籍兵團。在阿爾及利亞西迪貝勒阿巴斯駐防其間，他因無法忍受軍隊中的紀律約束，和同夥當逃兵前去摩洛哥而被逮捕回營，關押十天。六個星期後，應其父親要求，德國外交部對云格尔擅自入伍一事進行干預，云格尔便因年齡因素而被法國外籍兵團免職。 這一經歷也正是其自傳體小說《非洲遊戲》（Afrikanische Spiele）的主要內容。
第一次世界大戰爆發後，云格尔志願加入德軍漢諾威第19師，於1914年12月參加第一次香檳戰役。次年4月負傷後接受短期軍官訓練，1915年11月正式晉升陸軍少尉。其後參加過索姆河戰役、凡爾登戰役等西線戰役，先後獲得一級鐵十字勳章、霍亨索倫王室勳章，1918年更接受了德皇威廉二世親自授予的最高榮譽藍馬克斯勳章，成為德軍中獲此榮譽的最年輕基層軍官。在整個戰爭期間云格尔保留了寫日記的習慣，這成為他1920年編纂《鋼鐵風暴》的基礎。

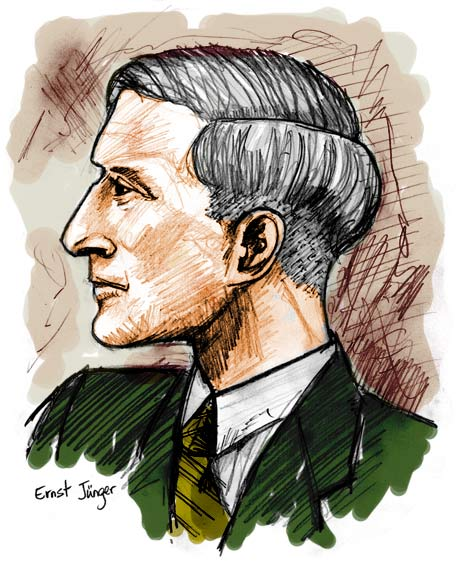
云格尔画像

第一次世界大戰結束後，云格尔繼續在威瑪共和國的軍隊中服役直到1923年復員。他研究海洋生物學，動物學，植物學和哲學，並成為著名的昆蟲學家，德國其中一個重要的昆蟲學獎恩斯特·云格尔昆蟲學獎即以他的名字命名。1939年，他出版了《在大理石悬崖上》。1927年，云格尔移居柏林并拒绝了纳粹党为他提供的国会议员席位。1930年，他公开谴责希特勒对乡村人民运动的压制。 1932年，纳粹党报《人民观察家》因云格尔反对“血与土”的意识形态而对他展开攻击，指责他是“唯理智论者”和“自由主义者”。1933年，纳粹上台后，云格尔再次拒绝了纳粹让他担任国会议员的邀请，并拒绝担任德国文学学院负责人。云格尔多次拒绝向纳粹效忠。在他所在的老兵组织开除了其中的犹太人成员后，他和他的弟弟退出了该组织。1933年他离开柏林时，他的住所遭到了盖世太保的搜查。
曾在第二次世界大戰中擔任德國國防軍上尉，在巴黎擔任行政職務。1998年2月17日在里德林根去世，享年102歲。